# Трематопиды
Трематопиды (лат. Trematopidae) — семейство раннепермских темноспондилов. Входят в состав надсемейства диссорофоид (Dissorophoidea), куда относятся самые наземные из темноспондилов.

## Описание
Трематопиды обладают довольно высоким черепом с удлинённой мордой. Отличия этой группы — наличие крайне удлинённых наружных ноздрей (возможно, это связано с острым обонянием и сохранением воды), наличие удлинённых клыковидных зубов верхней челюсти, присутствие срединной перегородки на сошниках, очень глубокие «ушные» вырезки и ряд других признаков. В отличие от диссорофид, трематопиды лишены мощных кожных окостенений. Тело длиннее, чем у диссорофид, ноги мощные, хвост средней длины. Кисть, вероятно четырёхпалая (хотя для рода Acheloma изображали 5 пальцев на кисти). Длина до 60 см. Это относительно малоподвижные наземные хищники.

## Эволюция
Земноводные Trematopidae появились на земле около 300 млн лет назад. Они стали одними из первых позвоночных Северной Америки, приспособившихся к жизни на земле.

## Классификация
Наиболее известны следующие представители:
- Ахелома (Acheloma) или трематопс (Trematops). Род описан Э. Д. Коупом в 1882 году, затем, на основании другого материала — С. У. Уиллистоном в 1909 году. Позднее была установлена идентичность обоих родов и трематопса стали называть ахеломой. Тем не менее, название семейства — трематопиды — сохранилось. Это самый крупный из трематопид с длиной черепа до 15 см, род известен из ранней перми (ассельская — сакмарская эпохи) Техаса, Огайо, Оклахомы. 3—4 вида, типовой вид — Acheloma cumminsi (синоним — Trematops milleri).
- Фонерпетон (Phonerpeton) — мелкий трематопид с длиной черепа около 10 см, с короткой мордой и очень большими глазами. Из ранней перми Техаса.
- Аконастес (Anconastes) — также мелкий короткомордый трематопид из ранней перми Техаса, иногда рассматривается как синоним рода Acheloma.
- Тамбахия (Tambachia trogalles) — из ранней перми (вольфкамп) Германии. Это единственный трематопид, найденный вне Северной Америки. Тамбахия входит в знаменитую фауну Бромакера. Мелкое животное, с длиной черепа около 5 см, с короткой мордой и большими глазами.

К семейству могут принадлежать также позднекарбоновые Fedexia striegeli из Пенсильвании, Actiobates из Техаса и Mordex из Чехии.